# Kutná Hora
Kutná Hora (Tjekkisk udtale: [ˈkutnaː ˈɦora]  ( hør); middelalder-tjekkisk: Hory Kutné; tysk: Kuttenberg) er en by i den Centralbøhmiske region i Tjekkiet. Den har omkring 21.000 indbyggere. Centrum af Kutná Hora, inklusive Sedlec-klosteret og dets benhus, blev udpeget som UNESCO Verdensarv i 1995 på grund af dens enestående arkitektur og dens indflydelse på den efterfølgende arkitektoniske udvikling i andre centraleuropæiske bycentre. Siden 1961 har bymidten også været beskyttet beskyttet af den tjekkiske lov som Kulturmonument, det fjerdestørste i landet. 

## Geografi
Kutná Hora ligger omkring 52 km øst for Prag. Den østlige del af kommunen ligger i et fladt landbrugslandskab i lavlandet Centrale Elb-plateau. Den vestlige del ligger i Øvre Sázava-bakkerne og omfatter det højeste punkt i Kutná Hora, bakken Malý Kuklík på 359 over havets overflade. Åen Vrchlice Å løber gennem byen.